# Сергейко, Василий Петрович
Василий Петрович Сергейко (1 октября 1923, Днепропетровская область — 10 февраля 2015, Ленингрaдская, Краснодарский край) — советский хозяйственный, государственный и политический деятель, Герой Социалистического Труда (1976).

## Биография
Родился 1 октября 1923 года в селе Андреевка.
Член ВКП(б) с 1944 года.
С 1941 года — на хозяйственной, общественной и политической работе. В 1941—1990 годах — бетонщик в городе Грозный Чечено-Ингушской АССР, участник Великой Отечественной войны, на советской и партийной работе в Краснодарском крае, первый секретарь Ленинградского районного комитета КПСС Краснодарского края,
Указом Президиума Верховного Совета СССР от 23 декабря 1976 года присвоено звание Героя Социалистического Труда с вручением ордена Ленина и золотой медали «Серп и Молот».
Умер 10 февраля 2015 года в станице Ленинградская.